# Daptomys peruviensis
Daptomys peruviensis is een zoogdier uit de familie van de Cricetidae. De wetenschappelijke naam van de soort werd voor het eerst geldig gepubliceerd door Musser & Gardner in 1974.